# Chaperia albispina
Chaperia albispina är en mossdjursart som först beskrevs av William MacGillivray 1882.  Chaperia albispina ingår i släktet Chaperia och familjen Chaperiidae. Inga underarter finns listade i Catalogue of Life.